# Абдуллаев, Абдугани
Абдугани Абдуллаев (узб. Abdugʻani Abdullayev; 25 июня 1953 года, Ферганская область, Узбекская ССР, СССР — 18 декабря 2019 года, Ташкент, Узбекистан) — мастер резьбы по дереву Кокандского художественно-производственного предприятия Республиканской творческой ассоциации «Усто». Народный мастер Узбекистана (1999), Герой Узбекистана (2006).

## Биография
Родился в 1953 году в Ферганской области. Родители Абдугани Абдуллаева были ремесленниками. Стал мастером художественной резьбы по дереву в национальных традициях и со временем приобрёл славу одного из крупнейших мастеров Узбекистана. Первой его крупной работой стало изготовление более 20 резных дверей, ворот и заборов для здания театра имени Олима Ходжаева. С 1973 года участвовал в международных выставках с произведениями искусства. Творческие работы Абдугани Абдуллаева участвовали на крупных выставках как в Узбекистане, так и за рубежом.
С 1983 года работает резчиком по дереву. Он создал колонны, двери, ворота и ограды, украшенные тонкой исламской резьбой, для ряда общественных зданий таких, как ресторан «Муборак», театр «Карши» и другие здания. Руководил резьбой по дереву в комплексе Имама аль-Бухари и вместе со своими учениками делал айваны и хаузы, мастерски украшая их в соответствии с традициями Узбекистана. Выполнил резьбу по дереву при реставрации мавзолея Бахоуддина Накшбанда (Бухарская область), мавзолея Имама Бухари (Самаркандская область), участвовал в строительстве Музея жертв репрессий (Ташкент), комплекса аллея памяти, комплекса Бурханиддина Маргинони (Ферганская область).
Абдугани Абдуллаев занимался восстановлением уникальных исчезающих видов узоров, а также внедрял в практику новые стили. В 1999 году Абдугани Абдуллаеву было присвоено звание народного мастера Республики Узбекистан (1999). 25 августа 2006 года награждён званием «Ўзбекистон қаҳрамони» (Герой Узбекистана).
Абдугани Абдуллаев скончался 18 декабря 2019 года в Ташкенте.